# Magnezij
Magnezij je kemijski element atomskog (rednog) broja 12 i atomske mase 24,3050(6). U periodnom sustavu elemenata predstavlja ga simbol Mg.
Hrvatski stari naziv za magnezij je gorčik.

## Svojstva, osobine i rasprostranjenost
Kemijski element 2. skupine periodnoga sustava elemenata, sjajna srebrno bijela kovina. Mekan je i plastičan, pa se može kovati, lijevati i valjati u limove i žice. Na zraku brzo potamni zbog nastajanja tankoga zaštitnoga sloja oksida.
Magnezij ne reagira burno s vodom, a otapa se samo u vrućoj vodi. Od zemnoalkalijskih metala, magnezij i berilij nisu baš pretjerano agresivni. Magnezij je sličan aluminiju ili srebru (malo je tamniji), ali je više reaktivniji od aluminija (u pirotehnici nadasve).
Dobro je topljiv u kiselinama, osim u fluorovodičnoj i koncentriranoj sumpornoj kiselini, te u smjesi sumporne i dušične kiseline, a u lužinama nije topljiv. Snažan je reducens koji može reducirati mnoge metalne okside.
Magnezij je vrlo rasprostranjen u prirodi i zauzima osmo mjesto po količini rasprostranjenosti elementa u sastavu Zemljine kore, s udjelom od 2% od ukupne količine tvari. Ime u hrvatskom rječniku dobio je prema imenu maloazijskog grada Magnesia ad Sipylum i izvedenice iz srednjovjekovnog latinskog; magnesia/magnesium. Stabilni izotopi s masenim brojevima 24, 25 i 26.
U prirodi ga ne nalazimo u elementarnom stanju, već je vrlo raširen u spojevima, a najčešće u obliku oksida (MgO). Najčešće se nalazi u različitim silikatima, iz kojih se uglavnom ne dobiva. Sastojak je mnogih minerala i stijena, napose silikatnih (serpentin ((Mg, Fe)3Si2O5(OH)4), olivin, azbest i dr.) i karbonatnih (magnezit (MgCO3), dolomit(CaCO3 x MgCO3)). Mnogi minerali sadrže magnezij (karnalit (KCl x MgCl2 x 6 H2O), kainit, kizerit, šenit).
Nalazimo ga i u biljkama, gdje je bitan sastojak klorofila (biljnog pigmenta koji sudjeluje u procesu fotosinteze) i životinjama (u kostima, krvi i mlijeku).
Ima ga u prirodnim vodama, osobito u morskoj, gdje se nalaze goleme količine u obliku iona Mg2+, u štasfurtskim solima, koje su nastale taloženjem iz nekadašnjeg mora. Magnezij je prvi metal dobiven iz mora. U moru je treći element po količini otopljen u jednoj mjeri morske vode. U 1 l morske vode ima oko 1,3g iona Mg2+ i 0,4g iona Ca2+.

## Dobivanje i uporaba metalnog magnezija
Magnezij je godine 1808. otkrio Sir Humphry Davy.
Magnezij se industrijski proizvodi uglavnom elektrolizom taline (rastaljenoga) bezvodnoga magnezijeva klorida (MgCl2), koji se dobiva iz magnezita, dolomita ili morske vode.
Elementarni magnezij upotrebljava se također u fotografiji (za bljeskalice), u proizvodnji el. baterija, za proizvodnju novca (kovanica), u pirotehnici, proizvodnji pigmenata, specijalnih vodootpornih opeka, u vojne svrhe kao sastojak zapaljivih smjesa za osvjetljivanje ciljeva pri zračnim napadima, itd. U kemijskoj industriji, magnezij se upotrebljava kao redukcijsko sredstvo.

## Magnezijevi poznati spojevi
Magnezij i njegovi spojevi upotrebljavaju se najviše za proizvodnju lakih slitina, te pri sintezama organskih spojeva (kao npr. tzv. Gringnardov reagens). Od organskih spojeva magnezija, posebno mjesto zauzimaju magnezijevi alkil-halogenidi, poznati kao Grignardovi reagensi (npr. metilmagnezijev jodid; CH3MgI), koji su od velike važnosti u organskoj sintezi.
Magnezijevi spojevi u čistom su stanju uglavnom bijele ili bezbojne tvari. Tehnički su važni:
- Magnezijev oksid (MgO) tvori mineral periklas. Bijel je i vrlo lagan prah slabo topljiv u vodi. Žarenjem pri temperaturi 800-900 °C daje tzv. kaustični oksid (MgO) koji se koristi za dobivanje magnezijevog cementa i pri izradi običnoga cementa. Zagrijavanjem do oko 1600-1700 °C nastaje tzv. magnezijeva paljena boja (MgO), viskozan prah, koji ne očvršćuje djelovanjem vode, a upotrebljava se za izradu vatrostalnih opeka.

I sam sinterirani (vrlo čisti) MgO u obliku finog praha dodaje se većini visokovrijednih oksidnih keramika, koja ima određene primjene u elektrotehnici jer ima dobru toplinsku provodljivost i izuzetno je dobar električni izolator. U procesu sinteriranja pospješuje i kontrolira proces sinteriranja i rast kristalnih zrna tijekom procesa.
Dobiven iz prirodnoga magnezita, rabi se kao bazični vatrostalni materijal za metalurške peći (izradbu vatrostalnih opeka), a dobiven kao prah žarenjem taloženoga bazičnoga karbonata (magnesia usta) upotrebljava se protiv viška kiseline u želucu, kao posip za rane, itd., ali često u smjesi s magnezijevim peroksidom. Također se koristi u gimnastici za mazanje ruku pri radu na spravama.
Dobiva se žarenjem hidroksida, karbonata ili nitrata na zraku. Magnezijev oksid se također dobiva i izgaranjem magnezija, ali problem je što tako nastaje i malo magnezijevog nitrida.
- Magnezijev peroksid (MgO2) se dobije djelovanjem vodikova peroksida na MgO.
- Magnezijev karbonat (MgCO3) u prirodi se nalazi kao mineral magnezit i u smjesi s kalcijevim karbonatom kao dolomit. Dodavanjem natrijeva karbonata otopini magnezijeva sulfata (gorka sol), iztaloži se bazični magnezijev karbonat (magnesia usta), koji, osušen, tvori bijeli prah/prašak. Rabi se za proizvodnju drugih spojeva magnezija, kao zubni prašak, punilo za boje s magnezijevim hidroksidom (tzv. magnezijeva bijela boja; 3 MgCO3 x Mg(OH)2), papir, kaučuk, i dr. U medicini se koristi protiv viška kiseline, za arsenov oksid (As2O3, mišomor) i metalne soli, kao posip za rane, itd.
- Magnezijev hidroksid (Mg(OH)2, mineral brucit) se dobiva žarenjem magnezijevog karbonata na oko 800 °C. Otapa se u kiselinama dajući magnezijeve soli. Upotrebljava se kao sredstvo za neutralizaciju slabih kiselina i koristi se u slučaju trovanja kiselinama.
- Magnezijev nitrat (Mg(NO3)2 x 6 H2O) se koristi kao umjetno gnojivo.
- Magnezijev klorid (MgCl2 x 6 H2O) su vrlo higroskopni kristali gorka okusa, a dobivaju se iz karnalita ili otapanjem magnezijeva hidroksida, odnosno karbonata, u klorovodičnoj kiselini, također djelovanjem klora na užarenu smjesu magnezijeva oksida, odnosno oksiklorida i ugljena. Služi za proizvodnju magnezija, za dobivanje magnezijskoga cementa i proizvoda od njega, za konzerviranje željezničkih pragova, kao sredstvo za vezanje prašine, za gašenje vatre i dr.
- Magnezijev sulfat heptahidrat (MgSO4 x 7 H2O, gorka sol, episomit, epsomit, epsonova sol, epsomska sol, magnezijeva galica) se nalazi u nekim mineralnim vodama, a dobiva se prekristalizacijom kizerita (MgSO4 x H2O) ili otapanjem magnezita u sumpornoj kiselini. Hidratizirani magnezijev sulfat se koristi u proizvodnji cementa, služi za otežavanje svile, za impregnaziju tkanina, kao punilo za papir, kao močilo u bojadisarstvu. Također se koristi kao laksativ u medicini (trudnice ga koriste), i u veterinarnicama (za razne životinje), gdje u prodaju dolazi u kristalima ili u tabletama, a služi protiv bola u mišićima. Najviše se koristi kao umjetno gnojivo.
- Magnezijev fluorid (MgF) se koristi u obliku tankog sloja na fotografskim lećama, jer smanjuje refleksiju svjetlosti s njihove površine (tzv. modra optika).
- Magnezijev silikofluorid (MgSiF2) je topljiv u vodi, služi za otvrdnjavanje betona i impregnaciju drva.
- Magnezijev stearat (vrlo često nazvan stereat) se dodaje puderima, a u industriji gume, polimernih materijala, olovaka i dr., služi kao sredstvo za matiranje, zgušnjavanje mase, smanjenje zapaljivosti, olakšanje klizanja, kao mazivo pod visokim tlakom, i dr.

### Legure (i slitine) i njihova primjena
Magnezij s lakim kovinama tvori plastične slitine male gustoće, koje dobro podnose dinamička opterećenja i lako se lijevaju, pa se najčešće upotrebljavaju za izradbu dijelova zrakoplova, raketa, svemirskih letjelica, radioaparata, fotoaparata, trkaćih bicikala i sl., ali i za katodnu zaštitu čelika, bakra i bakrenih slitina, kao anode u suhim baterijama, te za proizvodnju baterija u raketnim sustavima.

Magnezijeve slitine sadrže najčešće aluminij (do 10%), cink i mangan (od svakoga 0,3 do 2,5%), rjeđe silicij, cerij, titanij, berilij, bakar i kadmij. Te su slitine najlakši materijal koji se upotrebljava u tehnici (gustoća 1,7 do 2,0 g/cm3), imaju razmjerno dobra mehanička i tehnološka svojstva, a nedostatak im je slaba otpornost prema koroziji. Prerađuju se gnječenjem i lijevanjem i obrađuju rezanjem.
Duraluminij sadrži 0,5 – 2 % magnezija. Vrlo tvrda legura (triput tvrđa od običnoga čelika, a lakša od njega), otporna na udarce, pa se rabi u građevinarstvu, za izradu prijevoznih sredstava, za oplatu aviona i okvire trkaćih bicikala.

## Demonstracijski pokus: Gorenje magnezija
- OPREZ! Zbog štetnosti UV zračenja u plamen se ne smije gledati izravno, već kroz crne naočale ili začađeno staklo!

Vrlo je reaktivan, pa zapaljen na zraku (u kisiku) izgara u oksid (MgO), uz pojavu blještave bijele svjetlosti i oslobađanje velike količine topline. Gorenjem nastaje bijela čvrsta tvar, magnezijev oksid.

Jednadžba kemijske reakcije je:
2Mg(s) + O2(g) --> 2MgO(s)
Atomi magnezija povezani su međusobno metalnom vezom, atomi kisika kovalentnom vezom, a nastalom magnezijevom oksidu veza je ionska. I u ovoj kemijskoj reakciji došlo je do kidanja postojećih i nastajanja novih kemijskih veza. Iz pokusa i mnogobrojnih primjera iz svakodnevnog života može se zaključiti da sve kemijske, kao i fizikalne promjene, prati promjena energije.

Tvari, primjerice metan i magnezij imaju različitu potencijalnu energiju, koja proizlazi iz različitih kemijskih veza između atoma, pa se zato i naziva kemijska energija.

## Zanimljivosti
- Legirani magnezij prvi je puta primijenjen u automobilskoj industriji 1921.g. L. Chevrolet je u trkaći automobil „Ford“ ugradio ventile od slitine magnezija s aluminijem i cinkom, što je znatno poboljšalo rad motora na automobilskim trkama.